# 춘천 칠층석탑
춘천 칠층석탑(春川 七層石塔)은 대한민국 강원특별자치도 춘천시 소양로 2가에 있는, 고려시대의 칠층석탑이다. 1963년 1월 21일 대한민국의 보물 제77호로 지정되었다.

## 개요
춘천 시가지 중심에 자리잡고 있는 탑이다. 조선 인조 때 이곳의 현감이었던 유정립이 인조반정으로 파직당하고 낙향하여 이 탑 부근에 집을 세우려고 터를 닦다가 ‘충원사(忠圓寺)’라는 글이 새겨진 그릇을 발견하여, 충원사 내에 속하였던 것이 아닐까 추측된다. 한국전쟁 때 심한 손상을 입어 보존 상태가 좋지 않은 데다 기단의 일부가 지하에 파묻혀 있었는데, 지난 2000년에 시행된 전면적인 보수공사로 기단부의 제 모습을 찾게 되었다. 이 석탑은 아랫부분을 발굴 조사한 결과 2층기단 위에 7층의 탑신이 놓여진 것으로 확인되었다. 탑의 받침대 역할을 하는 윗층 기단도 탑몸돌에 비하여 제법 넓어 안정감이 있으며, 맨윗돌에는 연꽃무늬를 새긴 널판돌을 놓아 1층 탑몸돌을 괴고 있다. 7층에 이르는 탑신(塔身)은 위로 올라가면서 그 크기가 적당히 줄고 있는데, 기단이 넓은 것에 비해 몸돌이 작아 주목되지만 7층이나 되는 높이가 비례의 불균형을 보충하여 오히려 안정감을 준다. 느린 경사가 흐르는 지붕돌은 밑면의 받침이 1∼3층까지가 6단이고 4층 이상은 5단을 이루고 있으며, 네 귀퉁이가 살짝 들려있어 경쾌하다.
전체적인 모습으로 보아 고려 중기 즈음에 만들어진 것으로 보인다. 꼭대기의 머리장식이 모두 없어진 상태여서 아쉬움을 주고 있고, 지붕돌의 네 귀퉁이가 거의 파손된 상태이다.

## 참고 문헌
- 춘천 칠층석탑 - 국가유산청 국가유산포털
- 한국저작권위원회 공유마당에 있는 사진
- 이 문서에는 다음커뮤니케이션(현 카카오)에서 GFDL 또는 CC-SA 라이선스로 배포한 글로벌 세계대백과사전의 내용을 기초로 작성된 글이 포함되어 있습니다.